# Anna Keichline

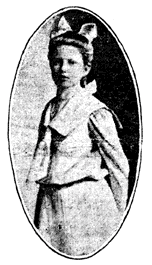
Anna Wagner Keichline

Anna Wagner Keichline (* 1889 in Bellefonte (Pennsylvania), USA; † 1943 ebenda) war eine amerikanische Architektin. Sie war die erste registrierte Architektin in Pennsylvania und eine der ersten Frauen, die Architektur in den Vereinigten Staaten als registrierte Architektin praktizierte.

## Leben und Werk
Keichline war eines von vier Kindern des Anwaltes John Keichline. Bereits im Alter von 14 Jahren gewann sie den ersten Preis auf der Center County Fair für einen Kartentisch aus Eichenholz und eine Truhe aus Walnussholz, die sie in ihrer eigenen Holzwerkstatt zu Hause gebaut hatte. 1906 absolvierte Keichline die Bellefonte High School und studierte anschließend Maschinenbau am Pennsylvania State College, wo sie die einzige Studentin in ihrer Klasse war. 1907 wechselte sie an die Cornell University, um ein Architekturstudium zu absolvieren. Zu dieser Zeit war dort das Architekturprogramm eines der wenigen in den USA, das Frauen akzeptierte, und 1911 wurde Keichline die fünfte Frau, die einen Architekturabschluss an der Institution erwarb. Damals vergaben die Universitäten Studentinnen oft eher Zertifikate als Abschlüsse. Ein Jahr nach ihrem Bachelor-Abschluss in Architektur an der Cornell University,  entwarf sie die Kombination einer Spüle mit einer zusammenklappbaren Abtropffläche, deren Ziel es war, den Raum in Küchen und Waschküchen effektiv zu nutzen sowie Installations-, Entwässerungs- und Wartungsarbeiten zu vereinfachen, die sie 1912 patentieren ließ.

## Architektin in Pennsylvania
Nach der Gründung eines Büros in Bellefonte, welches sie sich mit ihrem Vater teilte, begann Keichline 1912 mit der Arbeit an zwei Projekten, einem dreistöckigen Gebäude, in dem eine Druckerei für eine deutsche Zeitung in Centre Hall, Center County, untergebracht war, und einem Schulhaus im nahe gelegenen Milesburg (Pennsylvania). Sie entwarf zahlreiche Wohn- und Geschäftsgebäude, hauptsächlich in Zentral-Pennsylvania, aber auch im ganzen Bundesstaat sowie in Ohio und Washington, D.C.  1919 wurde das Pennsylvania State Board of Examiners of Architects gegründet und im folgenden Jahr bestand sie die Prüfung und war damit die erste registrierte Architektin des Staates. Von 1931 bis 1940 entwarf sie zahlreiche Residenzen und Wohnungen.

## Erfinderin
Keichline entwickelte Ideen für verbesserte Haushaltsumgebungen. 1924 erwarb sie ein Patent für ein Küchendesign, das geneigte Arbeitsplatten und durchsichtige Glasschränke besaß, um die Reinigung und Organisation zu erleichtern. 1927 patentierte sie eine weitere ihrer Erfindungen im Zusammenhang mit der Integration von Kinderaktivitäten in das tägliche Leben von Erwachsenen: eine tragbare und faltbare Trennwand, die den Fassaden eines kleinen Hauses ähnelte und jede Wand oder Ecke in einen Spielbereich verwandelte. 1929 patentierte sie ein Bett für eine kleine Wohnung, das in die Wand geklappt werden konnte. Keichline erhielt im Laufe ihres Lebens sieben Patente.

### K-Brick
Ihre berühmteste Erfindung war ein neues Bauteil, das sie als K-Brick entwarf. Es war ein preiswerter, leichter, feuerfester Tonziegel, der für den Hohlwandbau verwendet wurde. Der Ziegel diente auch als Isolierung und Schallschutz, und seine gekerbten Bruchschlitze und Bruchlinien halfen Maurern, die gewünschten Formen leichter zu erhalten. Er konnte mit schalldämmenden oder isolierenden Materialien gefüllt werden, was ihn vielseitig und effizient macht. Der K-Brick führte zur Entwicklung des heutigen Betonsteins. Sie patentierte das Design 1927 und wurde 1931 von der American Ceramic Society geehrt.

## Politische Aktivitäten und Arbeit im Geheimdienst
Sie setzte sich für das Frauenwahlrecht ein und führte am 4. Juli 1913 den Bellefonte-Marsch für das Frauenwahlrecht an, gekleidet in ihren Abschlussornaten, die zeigten, dass auch Frauen College-Abschlüsse erwerben konnten.
Während des Ersten Weltkriegs meldete sich Keichline im Alter von 28 Jahren freiwillig zum Dienst in der US-Armee. Sie wurde als Spezialagentin beim Militärgeheimdienst in Washington, D.C. eingesetzt und diente in dieser Funktion für den Rest des Krieges. Obwohl wenig über die Einzelheiten ihres Dienstes bekannt ist, erhielt sie von ihren Vorgesetzten Empfehlungsschreiben. Zusätzlich zu ihrem Kriegsdienst nahm Keichline 1931 an der Better Housing Conference von Präsident Herbert Hoover teil, die bessere und erschwinglichere Wohnungen förderte.
Keichline starb 1943 im Alter von 53 Jahren. Ihre Großnichte Nancy Perkins führte ihr Vermächtnis fort, indem sie ihre eigene Industriedesign-Firma Perkins Design Ltd. gründete. Perkins wurden auch mehrere Patente für verbesserte Haushaltsgeräte, darunter Staubsauger und Autobatterien, zuerkannt.

## Gebäude (Auswahl)
- 1912:  Schulzentrum, Milesburg
- 1915: Bald Eagle and Nittany Valley Presbyterian Church, Mill Hall
- 1916: Cadillac Garage and Apartments (County Chevrolet Garage), Bellefonte
- 1925: Plaza Theatre, Bellefonte
- 1927: Juanita Colony Country Clubhouse, Mount Union
- 1931: Decker Home, Bellefonte
- 1936: Model Home Designs, Bellefonte
- 1939: Harvey Haus
- 1940: Orthner Haus und Büros, Huntingdon

## Patente
- 1912: Waschbecken für Wohnungen
- 1916: Spielzeug
- 1926: Bauteile für den Küchenbau
- 1927: K-Brick
- 1927: Tragbare Trennwand für Kinder
- 1929: Klappbett für Wohnungen
- 1931: Luftsystem

## Ehrungen
- 1931: Aufnahme in die American Ceramic Society
- 2002: Gedenktafel für Anna Wagner Keichline vor  dem Plaza Theatre in Bellefonte[5]